# Cordycipitaceae
Cordycipitaceae é uma família de fungos parasitas ascomicetos, da classe Sordariomycetes. Esta família foi inicialmente proposta em 1969 pelo micologista Hanns Kreisel, mas a designação foi considerada inválida segundo o Código Internacional de Nomenclatura Botânica. Foi publicado de forma válida em 2007.

## Géneros
- Akanthomyces
- Ascopolyporus
- Beauveria – anamorfo
- Beejasamuha
- Cordyceps
- Coremiopsis
- Engyodontium – anamorfo
- Gibellula
- Hyperdermium
- Insecticola
- Isaria – anamorfo
- Lecanicillium – anamorfo
- Microhilum – anamorfo
- Phytocordyceps
- Pseudogibellula
- Rotiferophthora
- Simplicillium – anamorfo
- Torrubiella